# Saitis aranukanus
Saitis aranukanus là một loài nhện trong họ Salticidae.
Loài này thuộc chi Saitis. Saitis aranukanus được Carl Friedrich Roewer miêu tả năm 1944.